# هوارد برينان
هوارد برينان (بالإنجليزية: Howard Brennan)‏ هو كاتب أمريكي، ولد في 20 مارس 1919 في تكساس في الولايات المتحدة، وتوفي في 22 ديسمبر 1983.